# 최문용
최문용(崔文墉, 1980년 10월 3일 ~ )은 대한민국의 바둑 기사이다.

## 약력
허장회 사범에게 바둑을 배웠다. 충암고등학교에 재학 중이던 1997년 안영길과 함께 제78회 입단대회를 통해 입단했다. 1998년 2단과 2000년 3단을 거쳐 2003년 4단으로 승단했다. 2003년 제14기 비씨카드배 신인왕전 본선에 진출했다. 2005년 5단을 거쳐 2012년 3월에 6단으로 승단하였다.